# Chiisme en Iran
 (janvier 2020).

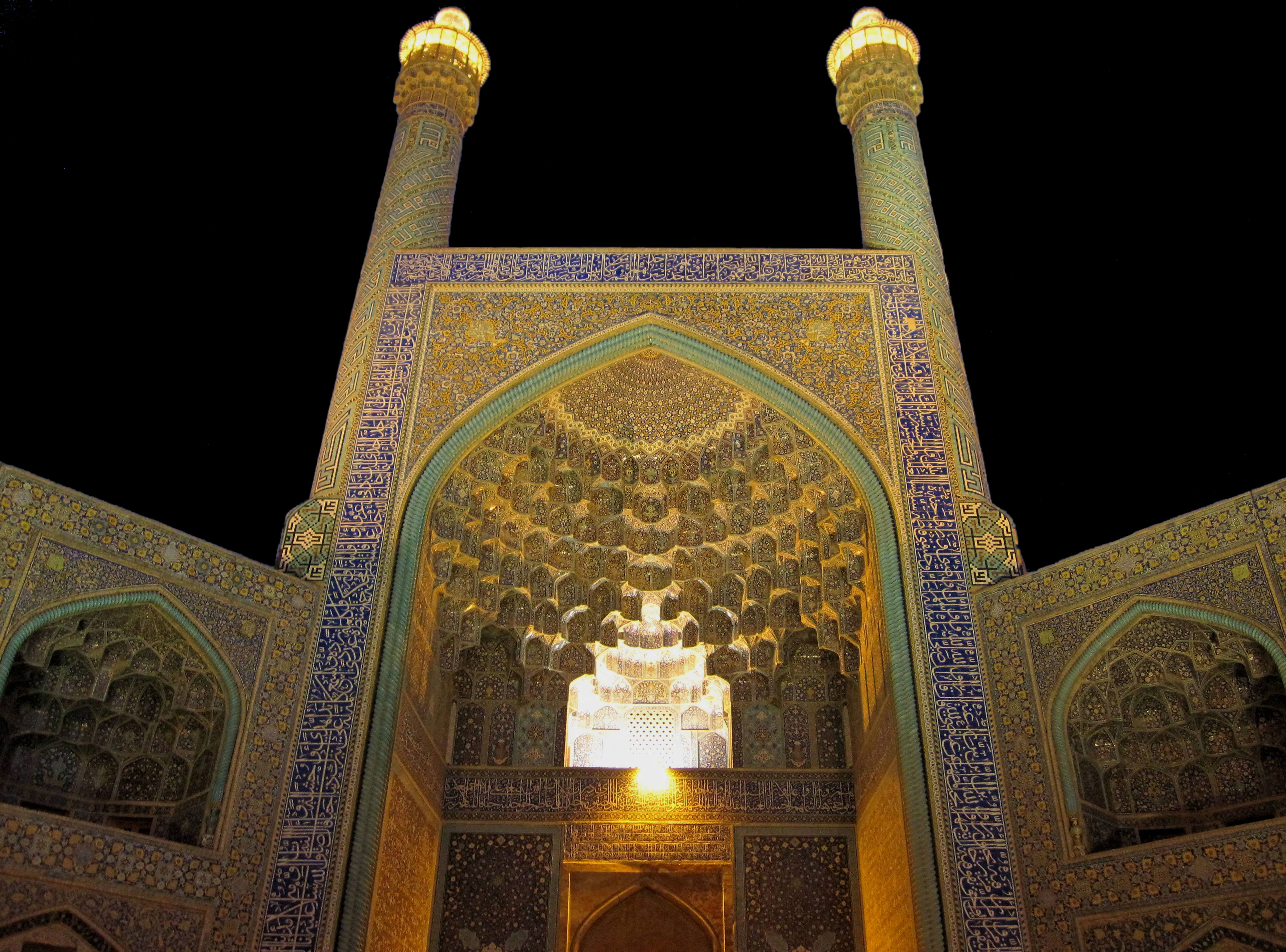
Naghshe Jahan Sq

Le chiisme en Iran désigne le courant chiite omniprésent en Iran. En effet ce pays détient aujourd'hui la plus grande population musulmane à majorité chiite avec 80 millions d’Iraniens. Environ 90% sont des musulmans chiites, ce qui représente environ 40% de la population chiite mondiale. En Iran, l'islam chiite est également reconnu comme religion officielle. L'une des raisons les plus importantes de l'avancement de l'islam en Iran a été la migration arabe de la péninsule arabique pour s'installer en Iran, en particulier aux premier et deuxième siècles de l’Hégire (VIIe et VIIIe siècles).

## Histoire

### La dynastie safavide
À partir du XVIe siècle et l'accession au pouvoir de Chah Ismail Ier, fondateur en 1501 de la dynastie safavide, le chiisme duodécimain (reconnaissant l'existence de 12 imams) devient la religion d'état en Perse, Cette étape est un tournant important pour le chiisme car il favorise une renaissance intellectuelle et spirituelle en devenant la religion officielle du pays. La Perse devient alors  le premier état chiite moderne. Le pouvoir safavide cherche à consolider le gouvernement iranien, non seulement à l'étranger, par les guerres et les conquêtes, mais également en interne, sur la base de deux piliers : la langue (persan) et la religion (chiisme).
Pour établir le chiisme dans le paysage iranien dont la population était jusqu'alors à prédominance sunnite, Ismail fait venir des scientifiques chiites du Liban en leur assignant la lourde tâche de créer une classe théologique cohérente et solide en ce qui concerne les chiites duodécimains. Dans le même temps, les souverains safavides n'hésitent pas à recourir à des conversions forcées,,. 
Dans ce processus, les populations du territoire de l'Iran actuel et de l'Azerbaïdjan voisin se convertissent à l'islam chiite au même moment de l'histoire. Les deux nations continueront jusqu'au XXIe siècle à compter une large majorité chiite.

### La République islamique d'Iran
La République islamique d'Iran a été instaurée en 1979 par Khomeini, haut dignitaire religieux chiite, homme politique, ainsi que le chef spirituel de la révolution iranienne. Dès le début de la révolution islamique, l'Iran est devenu le centre des chiites, ainsi la plupart des lois de la République islamique d'Iran sont basées sur les lois islamiques.